# 모히건 선 아레나
모히건 선 아레나(영어: Mohegan Sun Arena)는 미국 코네티컷주 언캐스빌에 위치한 실내 경기장이다. WNBA 코네티컷 선의 홈경기장으로 사용되고 있다.

## NBA프리시즌 경기
| 날짜             | 팀1           | 스코어   | 팀2         |
| ---------------- | ------------- | -------- | ----------- |
| 2014년 10월 11일 | 보스턴 셀틱스 | 80 - 92  | 뉴욕 닉스   |
| 2016년 10월 8일  | 보스턴 셀틱스 | 104 - 86 | 샬럿 호니츠 |

| WNBA 올스타전 개최 경기장 |                         |                    |
| 2004년                    | 2005년 모히건 선 아레나 | 2006년             |
| 라디오 시티 뮤직 홀       | 2005년 모히건 선 아레나 | 매디슨 스퀘어 가든 |
|                           |                         |                    |
|                           |                         |                    |

| WNBA 올스타전 개최 경기장          |                         |                  |
| 2008년                             | 2009년 모히건 선 아레나 | 2010년           |
| 2008년 하계 올림픽으로 인해 미개최 | 2009년 모히건 선 아레나 | 모히건 선 아레나 |
|                                    |                         |                  |
|                                    |                         |                  |

| WNBA 올스타전 개최 경기장 |                         |           |
| 2009년                    | 2010년 모히건 선 아레나 | 2011년    |
| 모히건 선 아레나          | 2010년 모히건 선 아레나 | AT&T 센터 |
|                           |                         |           |
|                           |                         |           |

| WNBA 올스타전 개최 경기장          |                         |                    |
| 2012년                             | 2013년 모히건 선 아레나 | 2014년             |
| 2012년 하계 올림픽으로 인해 미개최 | 2013년 모히건 선 아레나 | US 에어웨이스 센터 |
|                                    |                         |                    |
|                                    |                         |                    |

| WNBA 올스타전 개최 경기장 |                         |                                    |
| 2014년                    | 2015년 모히건 선 아레나 | 2016년                             |
| US 에어웨이스 센터        | 2015년 모히건 선 아레나 | 2016년 하계 올림픽으로 인해 미개최 |
|                           |                         |                                    |
|                           |                         |                                    |